# Evangelische Kirche Ummeln

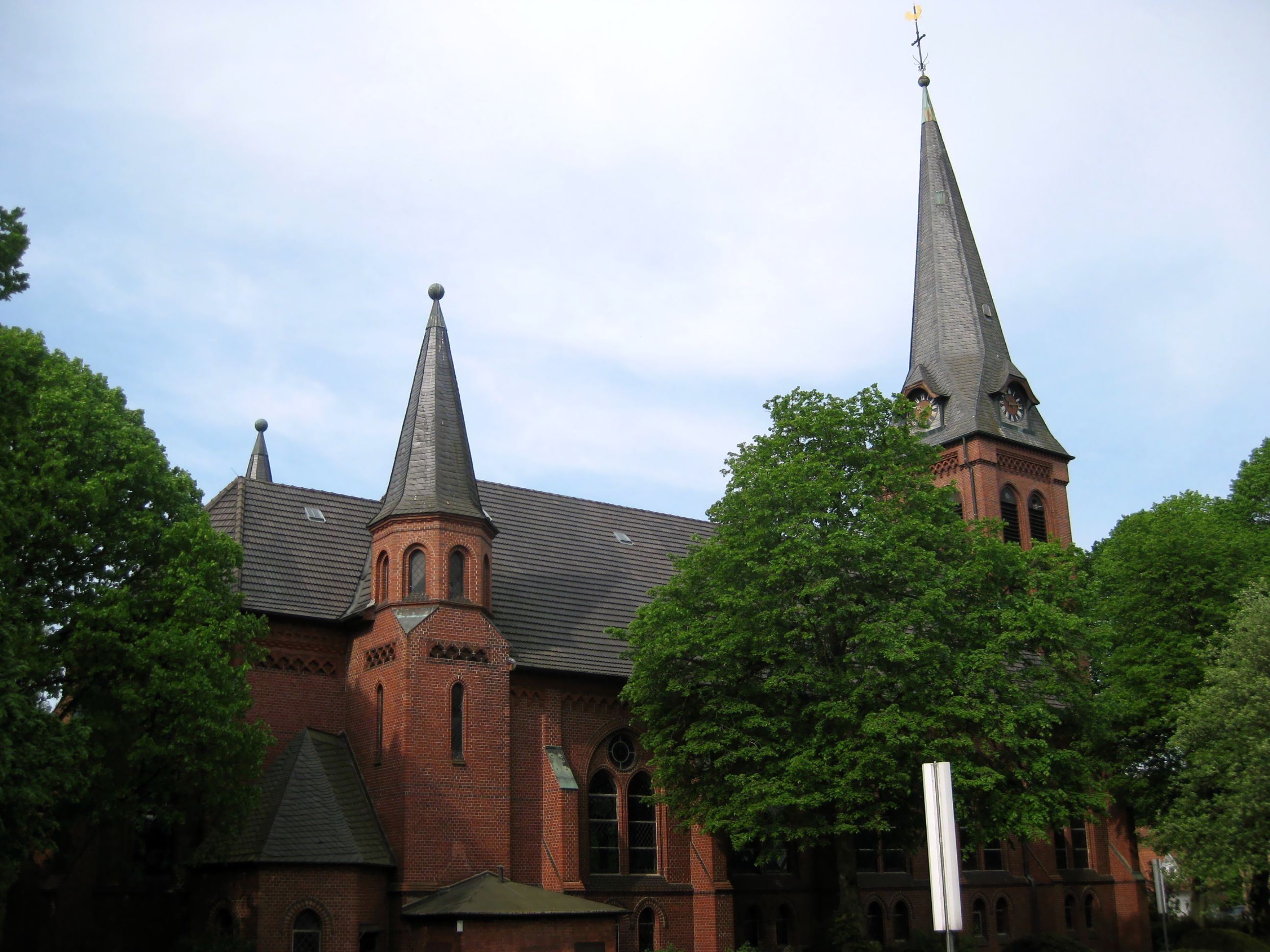
Evangelische Kirche Ummeln

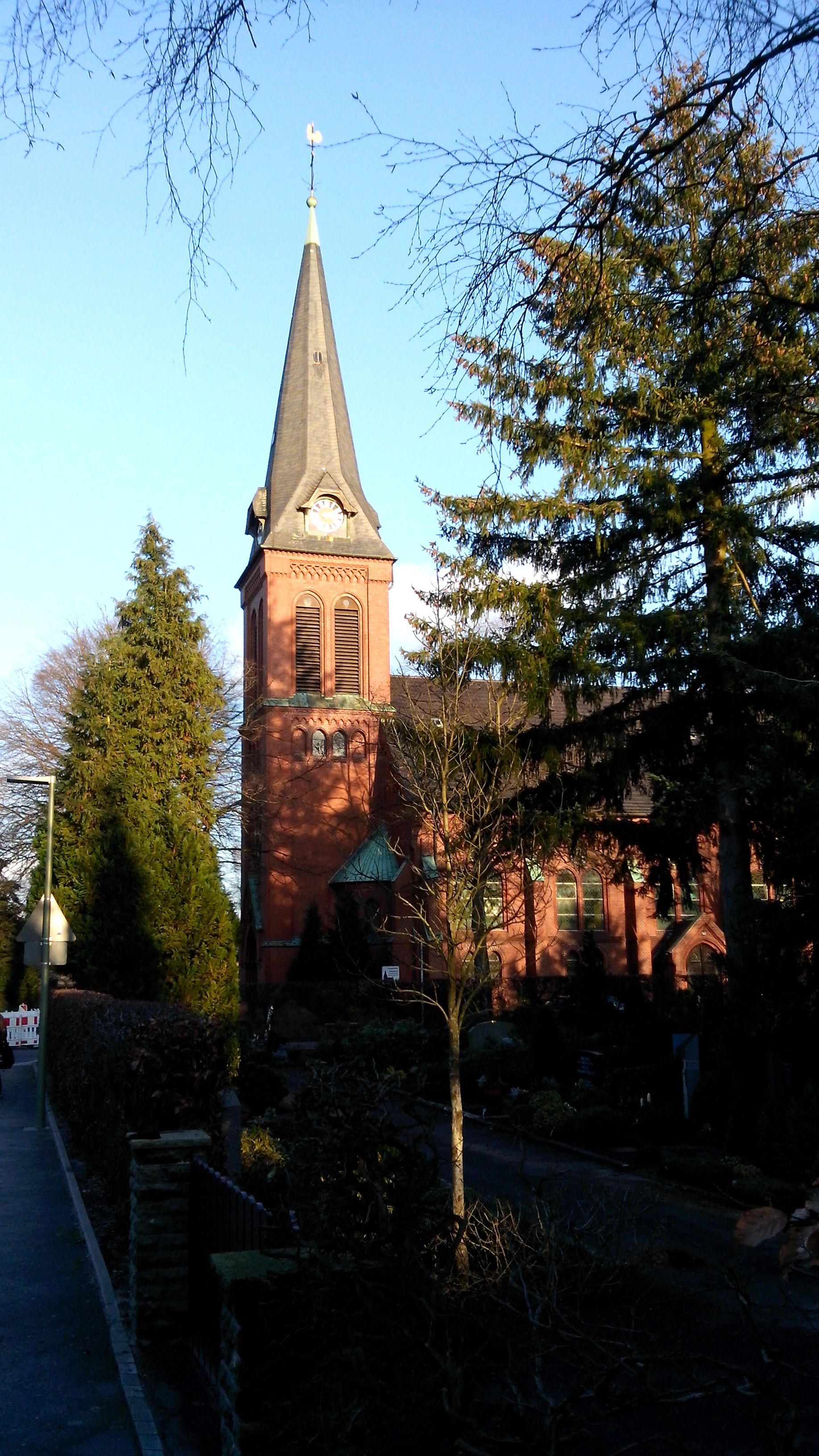
Turmansicht

Die Evangelische Kirche Ummeln ist ein denkmalgeschütztes Kirchengebäude in Ummeln, einem Stadtteil des Stadtbezirks Brackwede der kreisfreien Stadt Bielefeld in Nordrhein-Westfalen.

## Geschichte und Architektur
Das Backsteingebäude zu fünf Achsen mit einem eingezogenen, dreiseitig geschlossenen Chor zwischen Flankentürmen wurde 1896/97 nach Plänen von Karl Siebold errichtet. Die Kirche ist in nüchternen neugotischen Formen gehalten, der Turm steht westlich. Der Chor ist mit farbig abgesetzten Rippen gewölbt, in das Langhaus wurde eine sattelförmig geknickte Holzdecke eingezogen. Die Westempore stammt aus der Bauzeit. Ein zweigeschossiger Aufriss der Langhauswände deutet auf geplante Seitenemporen hin. Die Bleiglasfenster im Chor wurden ebenso wie die Kanzel und das Laiengestühl während der Bauzeit der Kirche angeschafft.